# エマーソン・レイク・アンド・パーマー (アルバム)
『エマーソン・レイク・アンド・パーマー』（Emerson, Lake & Palmer）は、イギリスで1970年11月20日に発売されたエマーソン・レイク・アンド・パーマー（ELP）のデビュー・アルバムである。

## 解説

### 経緯
ELPは、キース・エマーソンがザ・ナイス、グレッグ・レイクがキング・クリムゾン、カール・パーマーがアトミック・ルースターの出身で、メンバー全員が既にかなりのキャリアと知名度とを有しており、高い実力を備えていることが証明されていたので、結成が発表された時点で「スーパーグループ」と呼ばれていた。その為、各レコード会社で争奪戦が繰り広げられ、結果、イギリスではアイランド・レコード、アメリカではアトランティック・レコード、日本ではアトランティック系列のワーナー・ブラザース・パイオニアが発売に携わることになった。

### 内容
ELPの結成は1970年5月30日に公表されたが、メンバーは、同年4月頃から収録曲の作曲を開始したと伝えられている。彼らは6月1日にロンドンのアイランド・スタジオでリハーサルを開始し、7月にモーグ・シンセサイザーを受け取ると、ロンドンのアドビジョン・スタジオに籠って本作を録音し。8月23日にプリマス・ギルドホールでデビュー・コンサートを開いた。
本作は結成してまだ間もない時期に慌ただしい日程の中で録音されたせいか、複雑な多重録音や緻密なスタジオ・ワークはあまり含まれていない。制作はリアル・タイムの一発録音に多少のオーバー・ダビングを施した程度であったことが聴きとられる内容である。
「未開人」はハンガリーの作曲家バルトーク・ベーラが1911年に発表したピアノ曲『アレグロ・バルバロ』をアレンジしたインストゥルメンタルである。「ナイフ・エッジ」はモラヴィア出身の作曲家レオシュ・ヤナーチェクが1928年に発表した管弦楽組曲『シンフォニエッタ』第1楽章と、ヨハン・ゼバスティアン・バッハが1723年頃作曲した『フランス組曲第1番（BWV 812）』を取り入れた曲に、レイクと友人の作詞家リチャード・フレイザーとが歌詞をつけた。
「運命の3人の女神」は、運命の糸をつむぐギリシャ神話の三姉妹の女神モイラを描いたエマーソン作の三部作。第一部の「クローソー」はロイヤル・フェスティバル・ホールのパイプ・オルガンの独奏。第二部の「ラキシス」はスタインウェイ・ピアノの独奏。第三部の「アトロポス」は、パーマーのパーカッションが刻むラテン・リズムを背景に二台のピアノ演奏をダビングさせた作品で、アメリカのジャズ・ピアニストのレニー・トリスターノの影響を強く受けている。
レイク作の「石をとれ」はカントリーミュージックの要素を取り入れた作品である。同じくレイク作の「ラッキー・マン」は彼が12歳の時に書いた曲で、ELP初のシングルとして発表され、アメリカのラジオの音楽番組ではELPの代表曲の一つとして長く放送されてきた。
本作では、エマーソンとパーマーの共作の「タンク」と、「ラッキー・マン」でモーグ・シンセサイザーのソロが披露された。エマーソンは1970年2月7日、既に解散が決まったザ・ナイスがロイヤル・フェスティバル・ホールでコンサートを開いた時にモーグ・シンセサイザーを初めて使用したが、スタジオ録音で使用するのは本作が最初であった。発明者のロバート・モーグは「ラッキー・マン」のソロを聴いて強い印象を受けたという。本作は、モーグ・シンセサイザーのマイルストーンでもあり、この楽器とELPとが結んでいった深い繋がりの第一歩でもあった。
2012年、新しいステレオミックスと5.1サラウンドミックスを含むリイシューが発売された。

## 収録曲

### アナログA面
1. 未開人 - The Barbarian　(Béla Bartók, arr. Emerson, Lake & Palmer)
2. 石をとれ - Take A Pebble　(Lake)
3. ナイフ・エッジ - Knife Edge　(Leos Janácek & J.S. Bach, arr. Emerson, lyric by Lake & Fraser)

### アナログB面
1. 運命の3人の女神 - The Three Fates　(Emerson)
  1. クローソー - Clotho　(Emerson)
  2. ラキシス - Lachisis　(Emerson)
  3. アトロポス - Atropos　(Emerson)
2. タンク - Tank　(Emerson/Palmer)
3. ラッキー・マン - Lucky Man　(Lake)

### 2010年日本盤ボーナス・トラック
1. 未開人（ワイト島ライヴ） - The Barbarian　(Bela Bartok, arr. Emerson, Lake & Palmer)
2. 石をとれ（ワイト島ライヴ） - Take A Pebble　(Lake)

## チャート
本作はイギリスのチャートを4位まで上昇した。レイクがエマーソンと合流した理由のひとつは「アメリカでキング・クリムゾンより高い人気を持つバンドを作りたいから」であったが、本作はアメリカのチャートでは最高18位を記録して、キング・クリムゾンの『クリムゾン・キングの宮殿』の最高28位を上回った。